# 델타 리듬 보이스

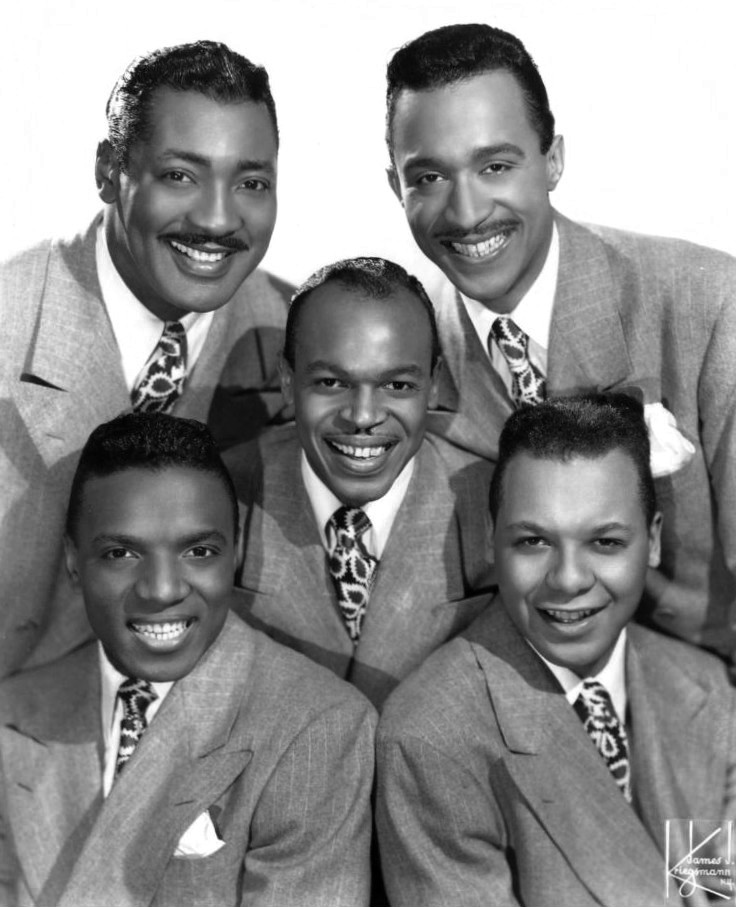

델타 리듬 보이스(The Delta Rhythm Boys)는 밀스 브라더스와 함께 가장 오래전부터 재즈 코러스로 활약한 미국의 흑인그룹이다. 1935년에 뉴올리언스에서 딜라드 대학의 학생이었던 트러버스 크로포드와 리 게인에 의하여 그의 전신이 결성되었다. 그 후 5인조로 편성이 되어 뉴올리언스 쿼르텟으로, 이후 델타 리듬 보이스로 다시 개명하였다. 1939년경부터는 레코드에서도 활약하기 시작하였다. 재즈 가수나 악단과의 공연이 많으나, 그 가운데서도 《드라이 본스》는 널리 알려져 있다.